# Tauwharenikau
Tauwharenīkau est une localité rurale et une zone statistique du  District de South Wairarapa dans la région de Wellington située dans le sud de l’Île du Nord de la  Nouvelle-Zélande .

## Situation
La localité est sur le trajet de la route:NZSH/1 à environ 5 km à l’est de la ville de Featherston et 7 km au sud-ouest de celle de Greytown.
La zone statistique couvre le secteur de la vallée de la rivière Tauwharenīkau et la plaine au nord de la NZSH 53 (en).
La zone statistique entoure mais n’inclut pas la ville de Greytown.

## Toponymie
Le nom de Tauwharenīkau, écrit : Tauherenikau jusqu’en 2023, signifie  "la maison faite de nīkau ou palmier-blaireau sur le devant" .
Le champ de courses de chevaux (en) ouvrit en 1874.

## Éducation
L’école de Tauherenikau a fonctionné de 1878 à 1936.
Le pic de l’effectif avait été atteint en 1917 avec 46 élèves.
Elle a fermé quand l’effectif a chuté à seulement 5 élèves.

## Installation caractéristique
Fernside Homestead (en) est une grande maison en bois construite en 1924 sur le côté ouest de la rivière près de Tauwharenikau.

## Démographie
Tauwharenīkau siège dans trois zones statistiques SA1 différentes, qui couvrent ensemble 69,51 km2 .
Ces zones statistiques sont une partie de la zone plus large du secteur de Tauherenikau.
La localité avait une population de 465 habitants lors du recensement néo-zélandais de 2018, en augmentation de 27 personnes (6,2 %) depuis le recensement néo-zélandais de 2013, et une augmentation de de93 personnes (25,0 %) depuis le recensement de 2006 en Nouvelle-Zélande.
Il y avait 192 logements, comprenant 243 hommes et 222 femmes, donnant un sexe-ratio de 1,09 homme pour une femme, avec 75 personnes (16,1 %) âgées de moins de 15 ans, 51 personnes (11,0 %) âgées de 15 à 29 ans , 258 personnes (55,5 %) âgées de 30 à 64 ans et 84 personnes (18,1 %) âgées de 65  ans ou plus.
L’ethnicité était pour  94,2 %  des personnes européens/Pākehās, 7,7 % māoris, 1,3 % personnes venant  du Pacifique (en), 2,6 % d’origine asiatique (en) et 2,6 % d’une autre ethnicité.
Les personnes peuvent s’identifier de plus d’une ethnicité en fonction de l’origine de leurs parents.
Bien que certaines personnes choisissent de ne pas répondre aux questions du recensement concernant leur affiliation religieuse , 51,6 % n’ont aucune religion, 36,1 % sont chrétiens (en) et 2,6 % ont une autre religion.
Parmi ceux d’au moins 15 ans d’âge, 93 personnes (23,8 %) ont une licence ou un degré universitaire supérieur et 75 personnes (19,2 %) n’ont aucune qualification formelle.
99 personnes (25,4 %) gagnent plus de 70,000 $ comparé aux 17,2 % au niveau national.
Le statut d’emploi de ceux d’au moins 15 ans d’âge était pour 225 personnes (57,7 %) :un emploi à plein temps, pour 78 personnes (20,0 %):un emploi à temps partiel et 9 personnes (2,3 %) sont sans emploi .

### Zone statistique de Tauherenikau
La zone statistique complète de Tauherenikau couvre 337,66 km2 et a une population estimée à 1 530 habitants en juin 2023 avec une densité de population de 4,5 personnes par km2.
La zone statistique avait une population de 1,353 personnes lors du recensement néo-zélandais de 2018, en augmentation de 132 personnes(10,8 %) depuis le  recensement de 2013 en Nouvelle-Zélande, et une augmentation de 381 personnes (39,2 %) depuis le  recensement de 2006 en Nouvelle-Zélande.
Il y avait 522 logements, comprenant 678 hommes et 675 femmes, donnant un sexe-ratio de 1 homme pour une femme.
L’âge médian était de 47,5 ans (comparé avec les 37,4 ans au niveau), avec 249 personnes  (18,4 %) âgées de moins de 15 ans, 165 personnes (12,2 %) âgées de 15 à 29 ans , 705 personnes(52,1 %) âgées de 30 à 64 ans , et 234 personnes (17,3 %) âgées de 65 ans ou plus.
L’ethnicité était pour 92,5 % européens/Pākehās, 8,0 % Māori, 1,3 % personnes venant du Pacifique (en), 2,2 % d’origine asiatique (en), et 2,7 % d’une autre ethnicité.
Les personnes peuvent s’identifier de plus d’une ethnicité en fonction de l'origine de leurs parents.
Le pourcentage de personnes nées outre-mer était de 20,2 % , comparé avec les 27,1 % au niveau national.
Bien que certaines personnes choisissent de ne pas répondre à la question du recensement concernant leur affiliation religieuse, 50,8 % n’ont aucune religion, 39,0 % sont chrétiens (en), 0,7 % ont des croyances religieuses Māori (en), 0,9 % sont bouddhistes (en) et 1,8 % ont une autre religion.
Parmi ceux d’au moins 15 ans d’âge, 312 personnes (28,3 %) ont une licence ou un degré universitaire supérieure et 165 personnes (14,9 %) n’ont aucune qualification formelle .
Le revenu médian était de 37,200 $, comparé avec les 31,800 $ au niveau national. 300 personnes(27,2 %) gagnent plus de 70,000 $ comparées avec les 17,2 % au niveau national.
Le statut d’emploi de ceux d’au moins 15 ans d’âge était pour 567 personnes (51,4 %) un emploi à plein temps, pour 252 personnes (22,8 %) : un emploi à temps partiel et 24 personnes (2,2 %) sont sans emploi .